# ستيف هولدن (لاعب كرة قدم أمريكية)
ستيف هولدن (بالإنجليزية: Steve Holden)‏ هو لاعب كرة قدم أمريكية أمريكي، ولد في 2 أغسطس 1951 في لوس أنجلوس في الولايات المتحدة.

## وصلات خارجية
- ستيف هولدن على موقع مرجع كرة القدم المحترفة.كوم (الإنجليزية)
- ستيف هولدن على موقع كلية كرة القدم في سبورتس رفرنس.كوم (الإنجليزية)